# Nymula velabrum
Nymula velabrum är en fjärilsart som beskrevs av Frederick DuCane Godman och Osbert Salvin 1878. Nymula velabrum ingår i släktet Nymula och familjen Riodinidae. Inga underarter finns listade i Catalogue of Life.